# ビリー・バッド

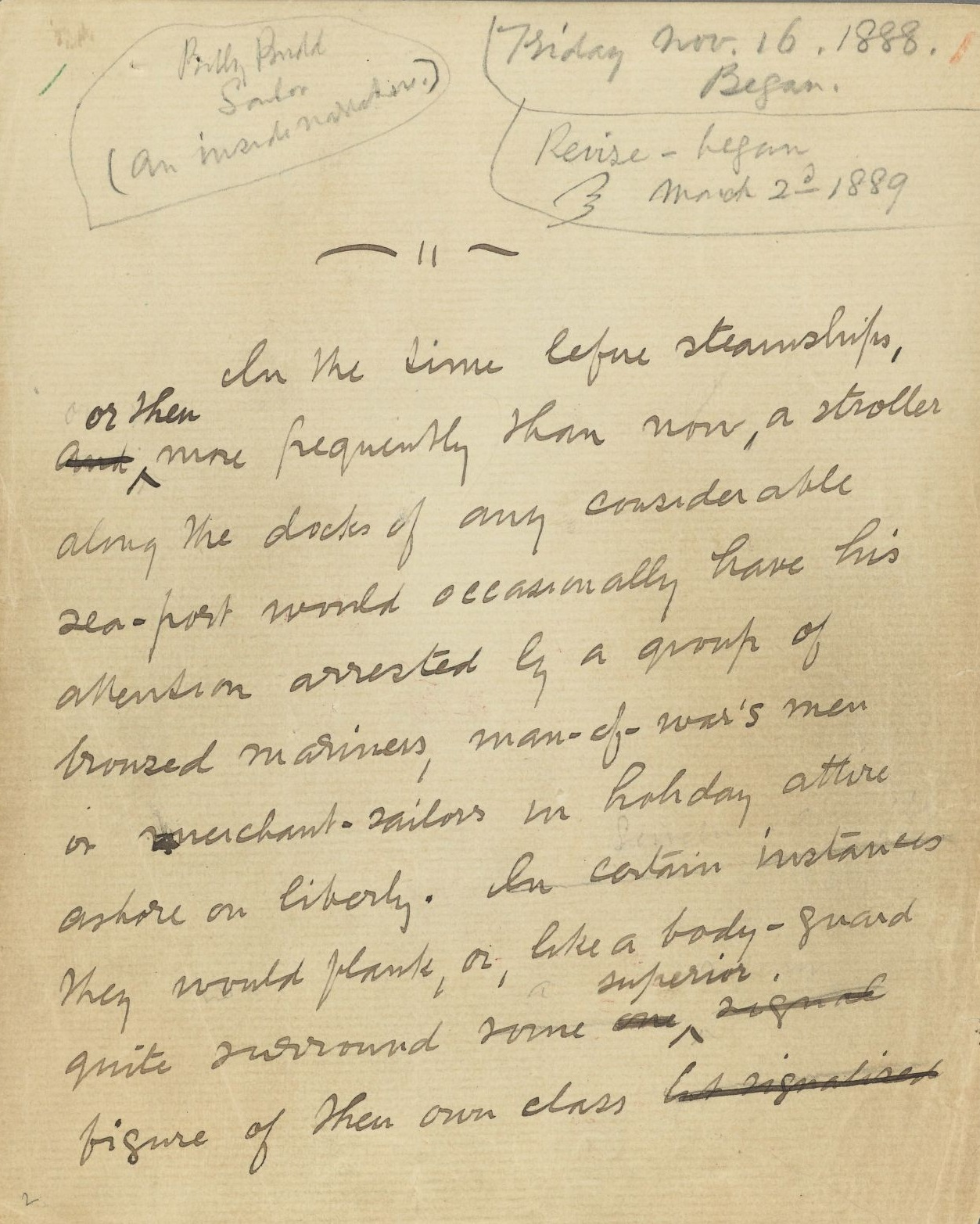

『ビリー・バッド』（英語: Billy Budd, Sailor ）は、米国の作家ハーマン・メルヴィルの遺作の中編小説。未完成。1924年に英国で出版された。英国の戦艦に徴用されたビリー・バッドが他の水兵の陰謀に巻き込まれて、船長により死刑になる様を描いている。
小説『ビリー・バッド』を主題にした作品としては、1949年にはルイス・O・コックス（英語版）などによる劇が作られ、これは1951年にブロードウェイでも上演された。またベンジャミン・ブリテンによるオペラは1951年初演、さらに映画化は1962年でピーター・ユスティノフ監督作の『奴隷戦艦』（原題：Billy Budd）である。

## 日本語訳
- 『ビリー・バッド』 坂下昇訳、岩波文庫、1976年
- 『ビリー・バッド』 留守晴夫訳、圭書房、2009年 - 訳者は松原正の弟子
- 『ビリー・バッド』 飯野友幸訳・巽孝之解説、光文社古典新訳文庫、2012年